# Castillo de Jordberga
El Castillo de Jordberga (en sueco: Jordberga slott) es una mansión en el municipio de Trelleborg en la región de Escania (Skåne) en el sur de Suecia.

## Historia
La propiedad data del siglo XV. Jordberga fue comprado en 1811 por el Gobernador Eric von Nolcken (1763-1834) y heredada por su hijo Carl Adam von Nolcken (1811-1857) quien hizo construir el edificio principal en estilo gótico bajo el diseño del arquitecto sueco Carl Georg Brunius (1793-1869). Carl Gustaf Stjernswärd (1844-1896) hizo reconstruir el edificio principal en 1908. Fue diseñado en Art Nouveau, en estilo barroco, por el arquitecto danés Henri Carl August Glæsel (1853-1921).